# Udon

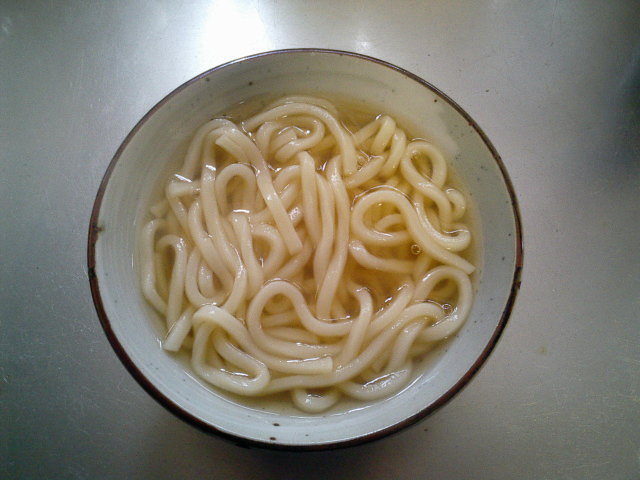
Udonnoedels in bouillon.

Udon (Japans: うどん of 饂飩) is een type dikke noedel, zowel rond als plat, gemaakt van tarwebloem met zout en water. Deze noedels worden voornamelijk gebruikt in de Japanse keuken, maar worden tevens frequent aangetroffen in onder andere: Zuid-Korea, Palau en de Filipijnen.

## Etymologie
Het woord udon is de romaji-transliteratie van de kanji 饂飩. Deze kanji zijn zogenoemde hyōgaikanji (ongewone kanji) en dit betekent dat ze tot geen van de officiële kanjilijsten behoren die door de Japanse overheid worden gebruikt en onderwezen. Deze karakters worden soms wel gebruikt door privépersonen al gebeurt dit sporadisch. Het lijkt erop dat de naam een samentrekking is van de uitspraken van deze karakters. Namelijk: 饂 [udon] in de kun-lezing en 飩 [don] in de go-on-lezing. Er is geen letterlijke betekenis van deze karakters gezamenlijk bekend. Hoewel de betekenis van de individuele karakters onduidelijk blijft betekenen ze naar alle waarschijnlijkheid respectievelijk 'noedel' en 'dumpling'. De kanjikarakters worden echter in de praktijk zelden tot nooit meer gebruikt om udonnoedels aan te duiden. In plaats daarvan zal men haast altijd de naam うどん [udon] in hiraganakarakters aantreffen op productverpakkingen.

## Consumeren
Udonnoedels worden ter bereiding gekookt in water. In Japan, veelal afhankelijk van het jaargetijde, worden udonnoedels warm of koud geconsumeerd. Udonnoedels zijn veelzijdig qua consumptieopties en de manieren om ze te verwerken in gerechten zijn dan ook legio. Deze noedels serveren in hete bouillon is de gebruikelijkste wijze.

## Vervaardigen
Udonnoedels kunnen vrij eenvoudig zelf worden vervaardigd. De enige ingrediënten die vereist zijn zijn:
- 500 gram tarwebloem
- 205 gram water
- 23 gram zout

Voeg het zout bij het water en meng goed. Giet de helft van het zoutwater bij de tarwebloem. Roer met de vingertoppen tot kleine klontjes. Giet hierna de rest van het water bij de tarwebloem en herhaal de laatste stap. De vele kleine deegklontjes kunnen hierna worden samengekneed in één grote droge deegbal. Laat de deegbal twee uur rusten in een afsluitbare zak om uitdroging te voorkomen. Plaats hierna de deegbal in een ruime zak op de grond, leg hierover een badhanddoek. Ga, zonder schoenen, voorzichtig op de zak staan en kneed de deegbal met de voeten voor tien minuten. Wanneer het deeg helemaal plat is dient het deeg weer tot een bal te worden gevormd om daarna wederom plat te worden gekneed met de voeten. Hierdoor worden gluten gevormd waardoor udonnoedels haar typische textuur verkrijgen. Deze stap dient ten minste vier keer te worden uitgevoerd. Laat hierna het deeg drie uur rusten. Bij warm weer mag de rusttijd worden verkort naar twee uur. Bij erg koud weer dient de wachttijd te worden verdubbeld naar 6 uur. Nadat het deeg heeft gerust is het zacht en elastisch. Snijd het deeg in 6 gelijke delen. Rol elk deel uit met een deegroller in een lange smalle strook. Bestrooi elke strook met maïszetmeel om aan elkaar plakken te voorkomen. Drappeer de strook herhaaldelijk over zichzelf in een afstand van ongeveer 6 cm. Snijd hierna de strook in de lengte zodat er lange noedelslierten of udonnoedels ontstaan van ongeveer 3 millimeter dik. Wanneer één strook is versneden tot noedels klop dan de noedels voorzichtig af zodat het teveel aan maïszetmeel van de noedels valt. De noedels kunnen direct worden gekookt in water om daarna te gebruiken in een gerecht. De noedels kunnen ook direct worden ingevroren voor toekomstig gebruik. Indien de noedels in een koud gerecht moeten worden gebruikt. Moeten de noedels direct na het koken in een koudwaterbad worden gelegd om zo van de kook te laten geraken.

## Udondag
De Kagawa prefectuur in Japan heeft 2 juli uitgeroepen tot Udondag, waarbij het accent ligt op Kagawa's versenoedelindustrie. In de prefectorale hoofdstad Takamatsu wordt jaarlijks een ceremonie gehouden in de Nakano Tenmagu-jinja voor de udonnoedels en de industrie, waarna er gratis udonnoedels worden verschaft aan bezoekers in het centrum van de stad. De stad Sanuki, eveneens in de Kagawa prefectuur, houdt op 2 juli een jaarlijks festival ter ere van udonnoedels.